# Oxyopes elegans
Oxyopes elegans là một loài nhện trong họ Oxyopidae.
Loài này thuộc chi Oxyopes. Oxyopes elegans được Ludwig Carl Christian Koch miêu tả năm 1878.